# Svenstavik
Svenstavik er en by i Jämtland i Jämtlands län i Sverige. Den er administrationsby i Bergs kommun, og i 2010 havde byen 1.004 indbyggere. Svenstavik ligger ca. 65 km syd for Östersund ved sydspidsen af søen Storsjön.
Byen har et lægehus og et gymnasium; Europavej E45 går gennem Svenstavik, og her er en station på jernbanelinjen Inlandsbanan.